# 東洋公衆衛生学院
専門学校 東洋公衆衛生学院（せんもんがっこう とうようこうしゅうえいせいがくいん）は、東京都渋谷区本町の専修学校。設置者は学校法人 東洋学園。厚生労働省の認可校であり、臨床検査技師、診療放射線技師を養成する昼間部3年制の専修学校である。

## 沿革
- 1966年（昭和41年） 衛生検査技師養成所として認可を受け、発足。
- 1971年（昭和46年） 臨床検査技師養成所として認可。
- 1980年（昭和55年） 診療放射線技師養成所を設置。
- 1981年（昭和56年） 専修学校として認可。

## 交通アクセス
- 京王新線初台駅もしくは幡ヶ谷駅下車。

## 設置学科
- 臨床検査技術学科 （専門課程、3年）
- 診療放射線技術学科（専門課程、3年）

### 取得資格
- 臨床検査技術学科では、卒業時に臨床検査技師国家試験の受験資格を取得することができ、3年次に受験する。
- 診療放射線技術学科では、卒業時に診療放射線技師国家試験の受験資格を取得することができ、3年次に受験する。

## 姉妹校
- 宮崎医療管理専門学校

## 公式サイト
- 専門学校 東洋公衆衛生学院